# Іван Стодола
Іван Сто́дола (словац. Ivan Stodola; *10 березня 1888, Ліптовський Мікулаш, Австро-Угорщина — †26 березня 1977, П'єштяни) — словацький лікар, письменник і драматург. Один з найбільш відомих представників словацької драматургії міжвоєнного періоду.
Засновник профілактичної медичної допомоги в Словаччині.

## Біографія
Народився в сім'ї співвласника шкіряного заводу і вчительки. Навчався в школі, потім в евангелістичному ліцеї. З 1906 по 1908 — на медичному факультеті Будапештського університету, потім перевівся до Берлінського університету, який закінчив у 1913. Працював лікарем в рідному місті Ліптовський Мікулаш. Під час Першої світової війни служив військовим медиком в австрійській армії. Після закінчення війни повернувся в Ліптовський Мікулаш.
У 1933 став санітарним інспектором, в 1938-1939 — працював в Міністерстві охорони здоров'я в Празі, а з 1951 в Братиславському Національному інституті охорони здоров'я. Будучи членом Ліги щодо боротьби з туберкульозом став засновником профілактичної медичної допомоги в Словаччині.
У 1925-1944 редагував журнал «Boj o zdravie» («Боротьба за здоров'я»). З 1946 — доцент кафедри соціальної патології в медичній школі Братислави.
У 1951 був заарештований комуністичною владою. Понад рік утримання під вартою, був засуджений судом до восьми років позбавлення волі за звинуваченням у саботажі з конфіскацією всього майна. Після двох років, проведених у в'язницях Чехословаччини, умовно звільнений. Про свій трагічний тюремний досвід пізніше написав автобіографічну книгу «Smutné časy, smutný dom» («Сумний час, сумний будинок»).
Після виходу з ув'язнення в 1954 переїхав до П'єштяни, де і помер в 1977. Спочатку був похований в Братиславі, а в 1989 прах Стодоли перенесений на Народний цвинтар в Мартіні.

## Творчість
Іван Стодола — автор драматичних п'єс, комедій, трагедій, історичних і автобіографічних романів і мемуарів.
Літературну діяльність почав в 1925.

## Вибрані твори

### Драматургія
- «Витівки» (1925);
- «Наш пан міністр» (1927);
- «Дружина пастуха» (1928);
- «Чай у пана сенатора» (1929);
- «Король Сватоплук» (1931);
- «Йожко Пучік і його кар'єра» (1931);
- «Циганча» (1933);
- «Банкірський будинок Кевіч і К °» (1936);
- «Коли ювіляр плаче» (1940);
- «Комедія» (1944);
- «Поет і смерть» (1946).

### Проза
- «Остання симфонія» (1930);
- «Велікокоможний пан» (1938);
- «Марина Гавранова» (1942);
- «Ян Панкрац» (1948);
- «Через сто талерів» (1958)
- «Наш дядько Аурель» (1968).